# Jim Rhodes
Pour les articles homonymes, voir Rhodes.
James Allen « Jim » Rhodes (né le 13 septembre 1909 à Coalton et mort le 4 mars 2001 à Columbus) est un homme politique américain. Républicain de l'Ohio, il est le 44e maire de Columbus et le 61e et 63e gouverneur de l'Ohio.